# Helmspecht
De helmspecht (Celeus galeatus synoniem: Hylatomus galeatus) is een vogel uit de familie der Picidae (Spechten). Het is een kwetsbare vogelsoort uit een gebied in Zuid-Amerika waar Brazilië, Paraguay en Argentinië aan elkaar grenzen.

## Kenmerken
Deze specht is 28 cm lang. Hoewel een opvallende verschijning, gedraagt de vogel zich meestal onopvallend. De vogel heeft een vlammend rode kuif zoals de kuif van veel spechten uit het geslacht Celeus. De rest van de kop is kaneelkleurig bruin. De specht is van boven zwart en heeft een bleke tot lichtbruine stuit. Van onder is de vogel dwarsgestreept vaag roomkleurig en donkergrijs. Het mannetje heeft een rode mond- en baardstreep. De vogel lijkt op de gestreepte helmspecht (D. lineatus), maar die heeft een zwarte keel, borst en stuit.

## Verspreiding en leefgebied
Deze soort komt voor in zuidoostelijk Brazilië, oostelijk Paraguay en noordoostelijk Argentinië. Het leefgebied waar de vogel bij voorkeur verblijft is ongerept primair regenwoud. Maar de vogel wordt ook aangetroffen in selectief gekapt secundair bos van het Atlantisch Woud of kleine stukken aangetast bos, mits in de buurt van grotere complexen met bos in laagland.

## Status
De helmspecht heeft een beperkt en gefragmenteerd verspreidingsgebied en daardoor is de kans op uitsterven aanwezig. De grootte van de populatie werd in 2012 door BirdLife International geschat op 3,5 tot 15 duizend individuen, wat mogelijk een overschatting is. De populatie-aantallen nemen af door habitatverlies waarbij natuurlijk bos onder water wordt gezet (stuwdamaanleg), of selectief gekapt, of omgezet in productiebos met naaldhout. Om deze redenen staat deze soort als kwetsbaar op de Rode Lijst van de IUCN.